# Гасюк Петро Анатолійович
Петро Анатолійович Гасюк (нар. 11 січня 1981, м. Полтава, Україна) — український ортопед-стоматолог, педагог. Доктор медичних наук (2013). Доцент (2011), професор (2017), Академік Української академії наук, завідувач (2013) кафедри ортопедичної стоматології Тернопільського державного медичного університету імені І. Я. Горбачевського.

## Життєпис

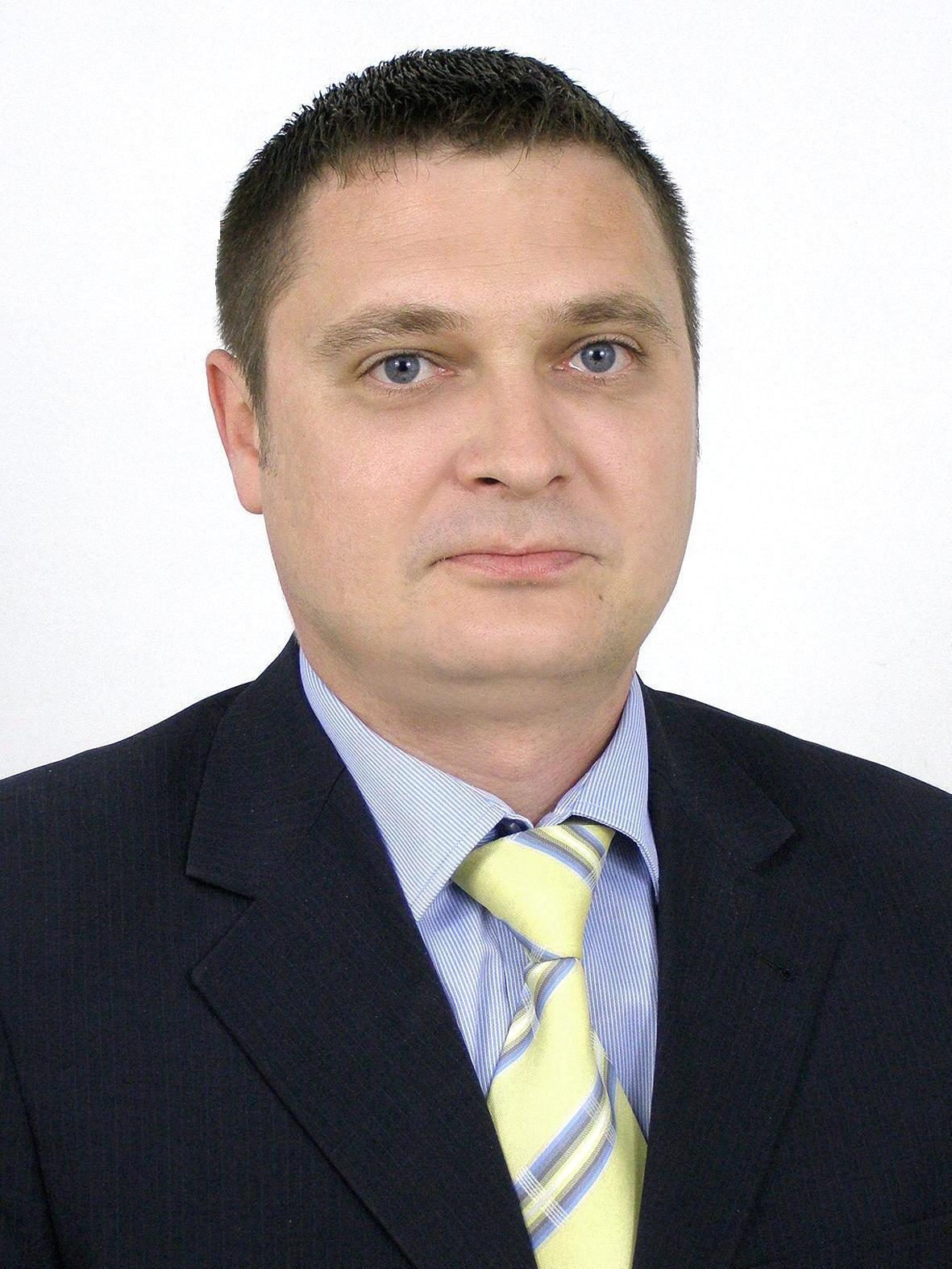

У 2003 році з відзнакою закінчив стоматологічний факультет Української медичної стоматологічної академії (м. Полтава).
У 2003—2005 — лікар-інтерн з фаху «ортопедична стоматологія» на базі Полтавської обласної клінічної стоматологічної поліклініки.
У 2003—2005 — навчався в магістратурі на кафедрі пропедевтики ортопедичної стоматології Української медичної стоматологічної академії, де виконав та успішно захистив магістерську роботу на тему «Одонтогліфіка ікол в залежності від їх антропологічного варіанту» за спеціальністю «ортопедична стоматологія», асистент кафедри оперативної хірургії та топографічної анатомії (2005—2006), 2006 — кандидат медичних наук. У 2009—2011 — доцент кафедри пропедевтики ортопедичної стоматології, відповідальний за виховну роботу кафедри.
У січні 2011 рішенням Атестаційної колегії Міністерства освіти і науки України Петру Гасюку присвоєно вчене звання доцента кафедри пропедевтики ортопедичної стоматології.
У листопаді 2011 року — доцент, завуч кафедри, з вересня 2013 року — завідувач кафедри ортопедичної стоматології Тернопільського державного медичного університету імені І. Я. Горбачевського
У грудні 2017 року рішенням Атестаційної колегії Міністерства освіти і науки України присвоєно вчене звання професора кафедри ортопедичної стоматології.
З 2018 року — Член-кореспондент Міжнародної академії інтегративної антропології.
З 2019 року — Академік Української академії наук.

### Сім'я

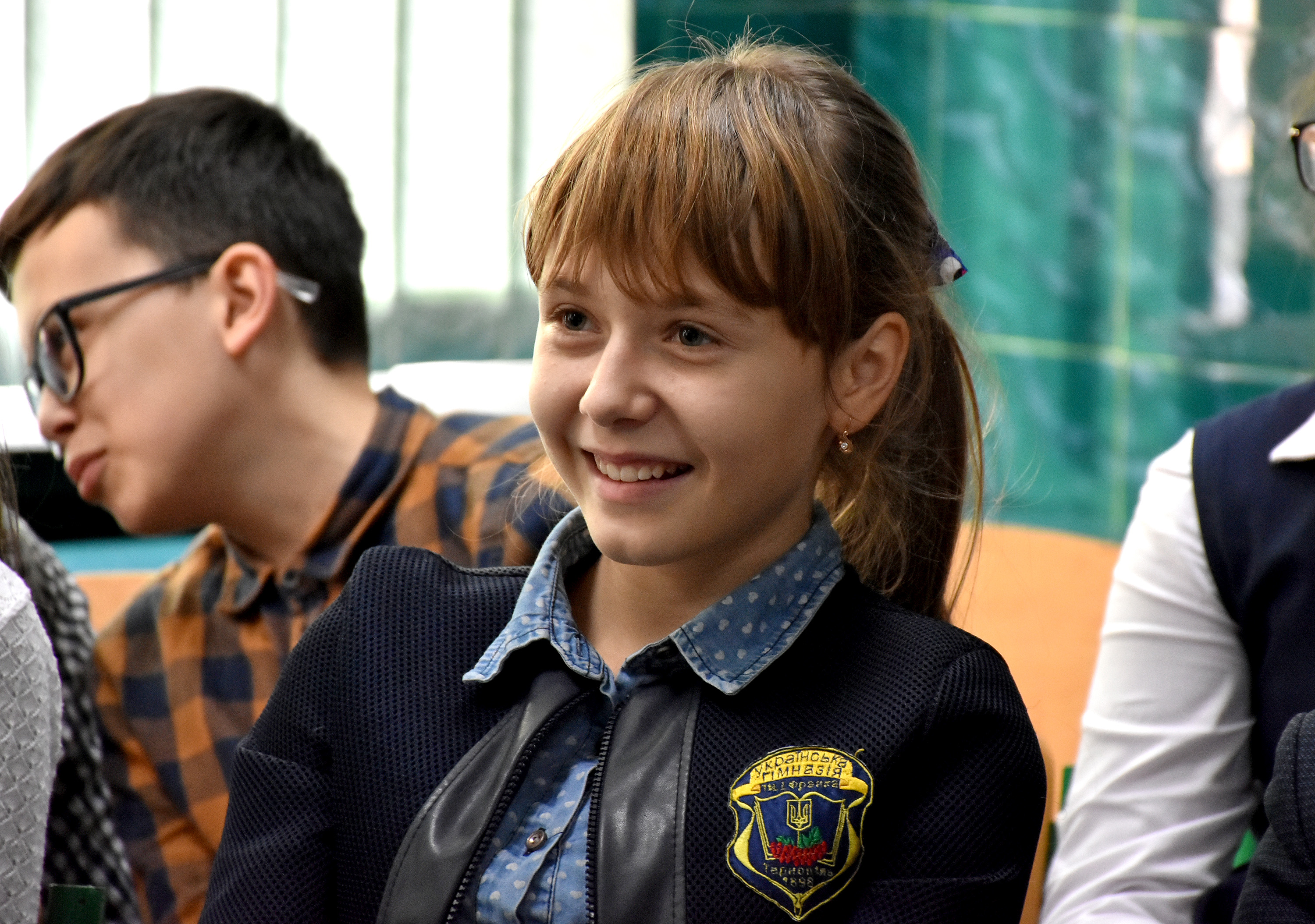
Дочка Олеся

Донька Олеся — учениця Тернопільської української гімназії імені І. Франка, телеведуча програми «Телевітамінки» на каналі ІНТБ.

## Наукова діяльність

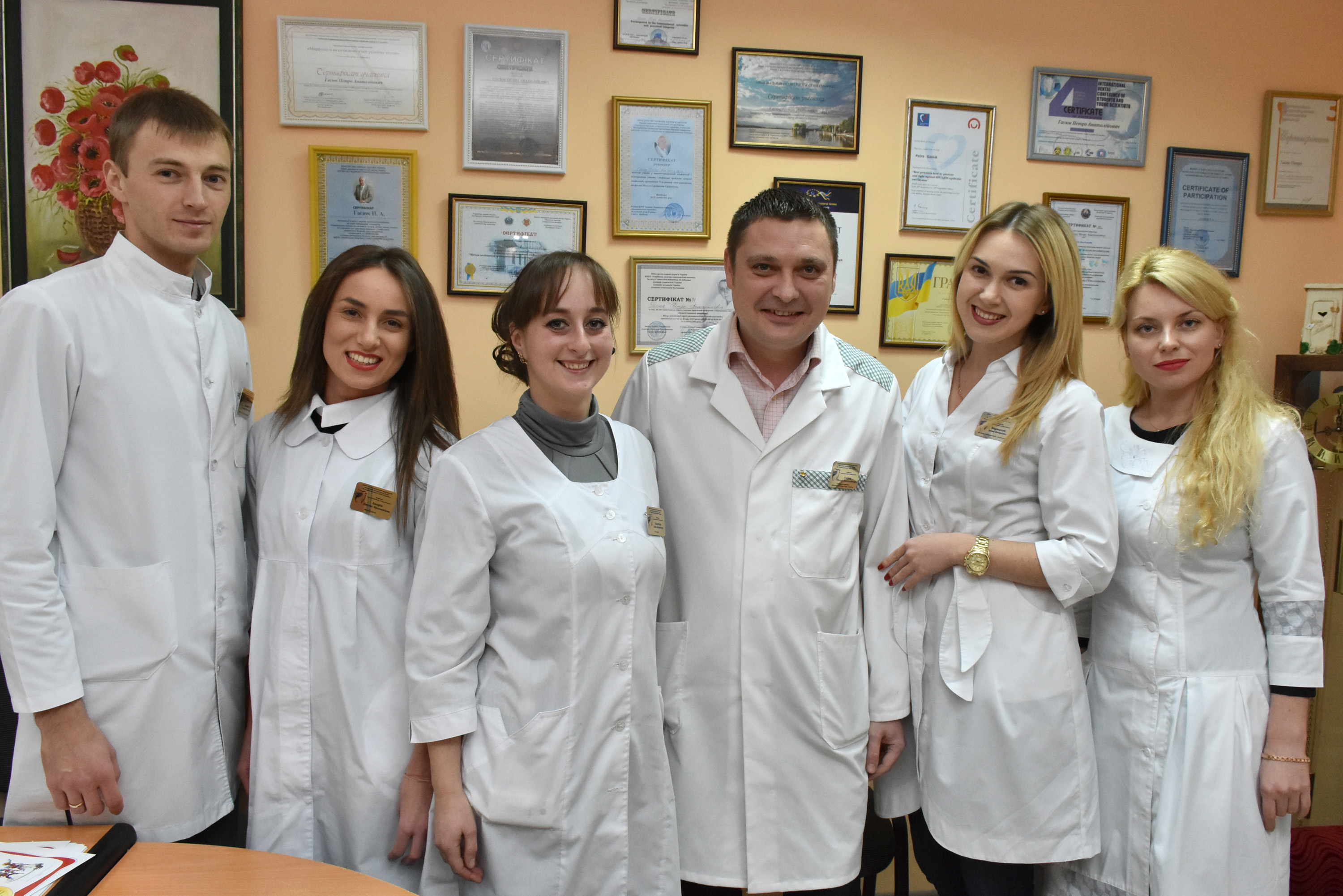
Колектив кафедри ортопедичної стоматології

У 2006 році захистив кандидатську дисертаційну роботу «Антропологічні варіанти ікол, їх мікротвердість та особливості біомінералізації» [Архівовано 16 лютого 2017 у Wayback Machine.].
У 2013 році захистив дисертація на здобуття наукового ступеня доктора медичних наук «Структурно-функціональна та гістотопографічна організація емалі різних класів зубів та великих слинних залоз людини» [Архівовано 19 березня 2018 у Wayback Machine.].
Стажувався у м. Кракові (2008).
У квітні 2012-го здійснював координацію участі студента 5 курсу в м. Новосибірську (Російська Федерація), де отримано призове місце в олімпіаді з ортопедичної стоматології. Тоді ж було прочитано три лекції Міжнародного рівня студентам стоматологічного факультету Новосибірського державного медичного університету в рамках Міжнародної академічної мобільності.
2014—2016 — згідно наказів Міністерства освіти і науки України виконував обов'язки голови Державної екзаменаційної комісії стоматологічного факультету Ужгородського національного університету.
Є співавтором 2 англомовних підручників з пропедевтики ортопедичної стоматології «Propedeutics of orthopedic stomatology», декількох методичних рекомендацій. У період 2012—2017 рр. в співавторстві зі співробітниками кафедри видано 4 навчальні посібники, рекомендовані Центральним методичним кабінетом з вищої медичної освіти МОЗ України, та 1 електронне освітнє видання для аудиторної роботи.

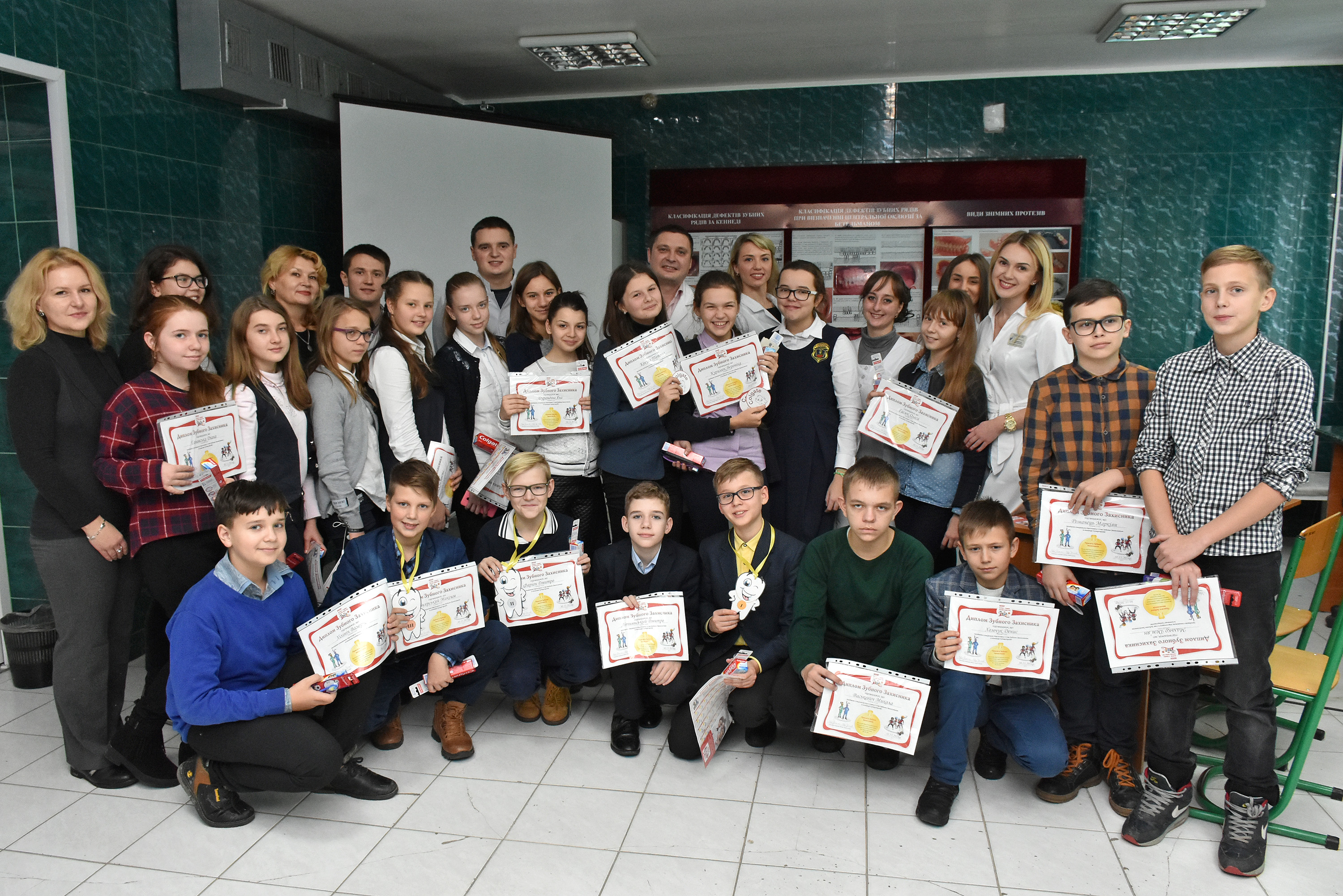
Майстер-клас гімназистам на кафедрі ортопедичної стоматології

На основі рішення Вченої ради університету ТДМУ від 25 грудня 2012 р. про створення та впровадження навчального програмного забезпечення для кафедр університету спільно з відділом віртуальних навчальних програм  є співавтором віртуальної навчальної програми «Лабораторні етапи виготовлення мостоподібних протезів на основі оксиду цирконію» для використання студентами у навчально-практичній роботі.
Лікар-стоматолог-ортопед вищої категорії.
Сфера наукових інтересів — стоматологія, структурно-функціональна та гістотопографічна організація емалі; морфологія тканин протезного ложа; дослідження одонтопрепарування на морфологію твердих тканин зубів; особливості протезування на імплантатах. 
Член редакційної колегії науково-практичних журналів «Клінічна стоматологія» (від 2012), «Dental science and practice» (від 2013). Член редакційної колегії Міжнародного науково-практичного журналу «Intermedical journal» (від 2015), член редакційної колегії Міжнародного науково-практичного журналу «Stomatologiya» (від 2018) https://web.archive.org/web/20180823174103/http://www.tsdi.uz/journals.html.Член редакційної ради науково-практичного журналу «Вісник проблем біології і медицини» http://vpbm.com.ua/ [Архівовано 13 квітня 2018 у Wayback Machine.]
1-2 червня 2017 року — співголова науково-практичної конференції з міжнародною участю «Тернопіль дентал саміт», присвяченій 60-річчю ДВНЗ «Тернопільський державний медичний університет імені І. Я. Горбачевського МОЗ України»
23-24 травня 2019 року — співголова науково-практичної конференції з міжнародною участю «Тернопіль дентал саміт».

Є автором і співавтором понад 300 наукових праць, з яких 24 — у періодичних виданнях, включених до наукометричної бази Scopus, 15 — у періодичних виданнях, включених до наукометричної бази Web of science Core Collection.

## Доробок
Автор понад 240 друкованих праць (деякі з них входять до наукометричної бази Scopus), 3 підручника, 18 навчальних посібників, 4 монографій (2 з яких видані за кордоном), 8 винаходів, які підтверджені патентами України.
Основні навчальні та наукові праці:
- Черняк В. В., Сіренко О. А., Гасюк П. А. «Особливості судово-медичної експертизи за індивідуальним одонтологічним статусом». — Полтава: УМСА. — 2011. — 114 с.
- Гасюк П. А., Гевкалюк Н. О., Щерба В. В. «Альбом із пропедевтики ортопедичної стоматології». — Тернопіль: ТДМУ. — Укрмедкнига, 2012. — 212 с.
- Гасюк П. А., Костенко Є. Я, Щерба В. В., Савчин В. Я. «Протезування при повній втраті зубів». — Ужгород, 2013. ПРАТ Видавництво «Закарпаття». — 222 с.
- Гасюк П. А., Гасюк Н. В. «Особливості морфологічної будови ясен у нормі та при хронічних гінгівітах». — Тернопіль: ТДМУ. — Укрмедкнига, 2014. — 92 с.
- Гасюк П. А., Град А. О., Дзецюх Т. І. «Album from propedeutics of orthopedic stomatology» (Альбом з пропедевтики ортопедичної стоматології). — Тернопіль: ТДМУ. — Укрмедкнига, 2014. — 210 с.
- Гасюк А. П. Одонтология человека / А. П. Гасюк, П. А. Гасюк, Т. В. Новосельцева. — Saarbrucken: LAMBERT Academic Publishing, 2015. — 181 с.
- Гасюк П. А., Щерба В. В. «Альбом із пропедевтики ортопедичної стоматології». — 2-ге видання. — Тернопіль: ТДМУ. — Укрмедкнига, 2015. — 222 с.
- Гасюк А. П. Гістогенез пухлин слинних залоз / А. П. Гасюк, О. В. Дубровіна, І. М. Матрос-Таранець, П. А. Гасюк. — Полтава, ФОП Говоров С. В., 2015.  164 с.
- Гасюк П. А., Костенко Є. Я., Мачоган В. Р., Росоловська С. О., Воробець А. Б. «Альманах з ортопедичної стоматології». — Тернопіль: «Богдан», 2015. — 352 с.
- Гасюк П. А. Морфо- і гістогенез основних стоматологічних хвороб. Видання 2-ге, доповнене і перероблене. // А. П. Гасюк, С. І. Данильченко, Н. В. Гасюк. — Тернопіль, ФОП Пархін В. В., 2016. — 104 с. — Іл. 120.
- Гасюк П. А., Костенко Є. Я, Щерба В. В., Радчук В. Б. Протезування при повній втраті зубів (друге видання). — Тернопіль: ТОВ «Терно-граф», 2017. — 216 с.
- Гасюк П. А., Костенко Є. Я., Росоловська С. О., Мачоган В. Р., Воробець А. Б.,  Радчук В. Б. "StudBook з ортопедичної стоматології". – Тернопіль: ФОП Паляниця В. А., 2018. – 372 с.: Іл.
- Бєляєв Е. В., Король Д. М.,Гасюк П. А., Коробейніков Л. С., Коробейнікова Ю. Л., Воробець А. Б., Орловський В. О. «Основні технології виготовлення зубних протезів». — Вінниця: «ТВОРИ», 2019. — 104 с.
- Костенко С.Б., Гасюк П. А., Форос А.І., Кенюк А.Т., Пензелик І.В. Матеріалознавство та стоматологічне обладнання. 2-е видання. – Ужгород, ПП «АУТДОР-ШАРК», 2019. – 136 с.
- Відзнаки Грамота відділу охорони здоров'я та медичного забезпечення Тернопільської міської ради (2015).[12]
- Грамота Тернопільської обласної державної адміністрації (2017).[13]
- Медаль "ЗА ВЗАЄМОДІЮ" від Асоціації стоматологів силових структур України (2019).